# Matsunaga Hisahide
Pour les articles homonymes, voir Matsunaga.
Matsunaga Hisahide (松永 久秀), né en 1510 et mort le 19 novembre 1577, était un samouraï puis daimyo japonais qui joua un rôle dans les troubles politiques de la période Sengoku.

## Biographie
Matsunaga Hisahide était un samouraï vassal du clan Miyoshi aux origines obscures. Il acquiert peu à peu suffisamment de pouvoir et de ressources (il est notamment gouverneur de Kyoto dans les années 1550) pour pouvoir s’affranchir des Miyoshi et devenir un daimyo indépendant ; ce processus de traîtrise des vassaux, nommé gekokujō, était commun durant la période Sengoku,. Il semble même que les rumeurs d’alors attribuent à Matsunaga Hisahide l’assassinat de membres haut placés du clan Miyoshi.
Les terres de Matsunaga Hisahide se trouvaient dans la province de Yamato, autour des châteaux de Shigisan et de Tamon. Toutefois, il n’affronte tout d’abord pas les Miyoshi et les autres chefs de la province. Au contraire, il participe à l’attaque à Kyoto du shogun Ashikaga Yoshiteru en 1565 et le pousse au suicide afin d’installer à la place Ashikaga Yoshihide,. La guerre entre les Miyoshi et les Matsunaga est déclenchée peu après, mais Hisahide connaît à plusieurs reprises la défaite sur le champ de bataille en 1566 et doit négocier après s’être replié dans la ville de Sakai. C’est durant les guerres entre ces deux clans en 1567 qu’est incendié le grand temple du Tōdai-ji de Nara.
Un autre grand chef de guerre émerge à la même époque : Oda Nobunaga, futur dirigeant du pays. Quelques mois après le meurtre du shogun Ashikaga Yoshiteru, Nobunaga investit Kyoto avec ses troupes en 1568 et force le récent shogun à quitter le pouvoir ; Hisahide, ne pouvant résister aux forces ennemies, se rend à l’adversaire et accepte de le servir. Il trahit toutefois Nobunaga en 1577, si bien que ce dernier affronte le clan Matsunaga et remporte la victoire lors du siège du château de Shigisan. Matsunaga Hisahide et son fils se suicident au moment de la défaite,.

## Personnalité
Matsunaga Hisahide était un fervent adhérent de l’école bouddhique Nichiren et un maître de la cérémonie du thé au Japon. Une anecdote rapporte que, peu avant son suicide, il brise sa théière favorite pour qu’elle ne tombe pas dans les mains ennemies ; il scelle également son alliance avec Nobunaga en 1568 en lui offrant une précieuse boîte à thé.

## Sources et références
1. 1 2  (en) John Whitney Hall, The Cambridge History of Japan: Early modern Japan, vol. 4, Cambridge University Press, 1991, 860 p. (ISBN 978-0-521-22355-3, lire en ligne), p. 319.
2. ↑  (en) George Elison et Bardwell L. Smith, Warlords, Artists, & Commoners : Japan in the Sixteenth Century, University of Hawaii Press, 1987, 356 p. (ISBN 978-0-8248-1109-9, lire en ligne), p. 45, 48.
3. 1 2  George Elison et Bardwell L. Smith, op. cit., 1987, p. 49.
4. 1 2  (en) Louis Frédéric, Japan Encyclopedia, Harvard University Press, 2005 (ISBN 0-674-01753-6, lire en ligne), p. 619.
5. ↑  (en) Mary Elizabeth Berry, The Culture of Civil War in Kyoto, University of California Press, 1997, 373 p. (ISBN 978-0-520-20877-3, lire en ligne), p. 121.
6. ↑  (en) Andrew Mark Watsky, Chikubushima : Deploying the Sacred Arts in Momoyama Japan, University of Washington Press, 2004, 350 p. (ISBN 978-0-295-98327-1, lire en ligne), p. 81.
7. ↑  George Elison et Bardwell L. Smith, op. cit., 1987, p. 52-53.
8. ↑  (en) Stephen Turnbull, Japanese Castles 1540-1640, Osprey Publishing, 2011, 64 p. (ISBN 978-1-78096-216-0, lire en ligne), p. 10.
9. ↑  (en) Kozo Yamamura, John Whitney Hall et Donald H. Shively, The Cambridge History of Japan : The medieval Japan, vol. 3, Cambridge University Press, 1990, 736 p. (ISBN 978-0-521-22354-6, lire en ligne), p. 498.